# NBAシューティングスターコンペティション
NBAシューティングスターコンペティションは、NBAが毎年2月に開催されるNBAオールスターゲームに先立って開かれるNBAオールスターウィークエンドの中で土曜日に行われるコンペティションである。2004年から開催されており、NBA現役プレーヤー、NBA引退プレーヤー、WNBA現役プレーヤーでチームを組み、シューティングを競う。徐々に難易度を増す4つの位置からのショット成功に要する時間を競う競技で、すべてのショットを成功するとタイム計測が止まり、その時間が記録となる。1つめは10フィート右からのバンクショット、2つめは正面キートップからのジャンプショット、3つめは左からの3ポイントショット、最後はバックコートからのロングショットで、それぞれの位置で制限時間は2分とされる。時間の短い2チームで決勝戦を行う。2008年に、チームサンアントニオが初めて2度目の勝利を挙げた。2006年のチームサンアントニオの25.1秒がコースレコードである。2011年チームアトランタが初めて1分越えで優勝した。2014年チームボッシュが初めて連覇した。
2012年まではフランチャイズチームであったが、2013年からNBA現役プレーヤーが、WNBA選手と、NBA引退選手を選んでチームを組むようになった。

## 優勝チーム
- 2014 : チーム・ボッシュ (マイアミ・ヒート/シカゴ・スカイ/アトランタ・ホークス): クリス・ボッシュ, スウィン・キャッシュ, ドミニク・ウィルキンス (31.4 seconds)
- 2013 :  チーム・ボッシュ (マイアミ・ヒート/シカゴ・スカイ/アトランタ・ホークス): クリス・ボッシュ, スウィン・キャッシュ, ドミニク・ウィルキンス  (89.0 seconds)
- 2012 : ニューヨーク: ランドリー・フィールズ, キャッピー・ポンデクスター, アラン・ヒューストン (37.3 seconds)
- 2011 : アトランタ: アル・ホーフォード, ココ・ミラー, スティーブ・スミス (70.0 seconds)
- 2010 : テキサス (ダラス/ヒューストン/サンアントニオ): ダーク・ノヴィツキー, ベッキー・ハモン, ケニー・スミス (34.3 seconds)
- 2009 : デトロイト: アーロン・アフラロ, ケイティ・スミス, ビル・レインビア (58.4 seconds)
- 2008 : サンアントニオ: ティム・ダンカン, ベッキー・ハモン, デビッド・ロビンソン (35.8 seconds)
- 2007 : デトロイト: チャンシー・ビラップス, スウィン・キャッシュ, ビル・レインビア  (50.5 seconds)
- 2006 : サンアントニオ: トニー・パーカー, ケンドラ・ウェッカー, スティーブ・カー  (25.1 seconds)**
- 2005 : フェニックス: ショーン・マリオン, ダイアナ・トーラジ, ダン・マーリー  (28 seconds)
- 2004 : ロサンゼルス : デレック・フィッシャー, リサ・レスリー, マジック・ジョンソン  (43.9 seconds)
  - All-time record

## 参加チーム
- 2014 : 2. チーム・デュラント, 3.チーム・カリー, 4. チーム・ハーダウェイ
- 2013 : 2. チーム・ウェストブルック, 3.チーム・ハーデン, 4. チーム・ロペスTeam Lopez
- 2012 : 2. テキサス(HOU/SA), 3. アトランタ, 4. オーランド
- 2011 : 2. テキサス(DAL/HOU/SA), 3. ロサンゼルス, 4. シカゴ
- 2010 : 2. ロサンゼルス (Clippers/Lakers), 3. サクラメント, 4. アトランタ
- 2009 : 2. フェニックス, 3. サンアントニオ, 4. ロサンゼルス (Lakers)
- 2008 : 2. シカゴ, 3. フェニックス, 4. デトロイト
- 2007 : 2. シカゴ, 3. サンアントニオ, 4. ロサンゼルス (Lakers)
- 2006 : 2. ロサンゼルス (Lakers), 3. Houston, 4. フェニックス
- 2005 : 2. デンバー, 3. デトロイト, 4. ロサンゼルス (Lakers)
- 2004 : 2. サンアントニオ, 3. ロサンゼルス (Clippers), 4. デトロイト

## タイトル
| 回数 | 都市                             |
| ---- | -------------------------------- |
| 3    | サンアントニオ (1回はテキサスで) |
| 2    | デトロイト                       |
| 2    | チーム・ボッシュ                 |
| 1    | アトランタ                       |
| 1    | ダラス (テキサスで1回)           |
| 1    | ヒューストン (テキサスで1回)     |
| 1    | ロサンゼルス                     |
| 1    | ニューヨーク                     |
| 1    | フェニックス                     |